# 稷王山塔
稷王山塔，位于山西省运城市万荣县三文乡稷王山顶，是中华人民共和国全国重点文物保护单位之一。
2004年6月10日，授予山西省文物保护单位，编号4-53，是一座古建筑，2013年成为全国第七批全国重点文物保护单位。